# Schönbuch (Schonwald)
Das Gebiet Schönbuch ist ein mit Verordnung vom 9. März 2004 durch die Forstdirektion Tübingen ausgewiesener Schonwald (SG-Nummer 200290) im Süden des deutschen Bundeslands Baden-Württemberg.

## Definition
Als Schonwald bezeichnet man in Baden-Württemberg ein geschütztes Waldgebiet, in dem die wirtschaftliche Nutzung des Waldes zwar erlaubt ist, aber gewissen Einschränkungen unterliegt. Der Begriff wird in anderen deutschsprachigen Regionen nicht oder bestenfalls umgangssprachlich verwendet. Er wird in § 32 des baden-württembergischen Waldgesetzes folgendermaßen definiert: „Ein Schonwald ist ein Waldreservat, in dem eine bestimmte Waldgesellschaft mit ihren Tier- und Pflanzenarten, ein bestimmter Bestandsaufbau oder ein bestimmter Waldbiotop zu erhalten, zu entwickeln oder zu erneuern ist. Die Forstbehörde legt Pflegemaßnahmen mit Zustimmung des Waldbesitzers fest.“

## Lage
Koordinaten: 47° 45′ 2″ N, 9° 25′ 14″ O
Der rund 6,8 Hektar große Schonwald Schönbuch liegt im „Forstbezirk Überlingen“ der Gemeinde Deggenhausertal, Gemarkung „Homberg“ im Bodenseekreis, am Ostrand des Bettenreuter Waldes. Es erstreckt sich entlang des „Aubachs“, ein Zufluss der Rotach, etwa ein Kilometer nördlich des Ortsteils Homberg (Deggenhausertal) und westlich des „Kohllöffelhofs“ auf einer Höhe von rund 640 bis 720 m ü. NN.

## Schutzzweck
Wesentlicher Schutzzweck ist der langfristige Erhalt naturnaher, standortstypisch ausgeprägter und meist artenreicher Waldgesellschaften. Im Schonwald „Schönbuch“ sind dies der Molasse-Schluchtwald mit reichem Baumartenspektrum (Buche, Esche, Ahorn, Kirsche, Erle, Elsbeere, Aspe, Baumweide, Birke, Eiche, Ulme, Tanne, Fichte, Kiefer, Eibe) und das natürliche Eiben-Vorkommen.

## Betreuung
Wissenschaftlich betreut wird der Schonwald Schönbuch durch die Forstliche Versuchs- und Forschungsanstalt Baden-Württemberg (BVA).

## Referenzen